# Imperio tuculor
El Califato Tijaniyyah o Imperio Tucolor/tukulor (también conocido como Estado de la Yihad Tijaniyyah o el Segu Tukulor) fue fundado en el siglo XIX por El Hadj Umar Tall de la etnia tuculor, en zonas de la actual Malí.

## Inicio de la yihad
Umar Tall volvió de Hajj en 1836, portando los títulos de El Hadj y califa de la hermandad Tijaniyya del Sudán. Tras una larga estancia en Fouta Toro, actualmente Senegal, se desplazó hasta Dinguiraye, hacia el este de Fouta Djallon, en la actual Guinea, lugar que se convirtió en la base de operaciones de su yihad de 1850.

## Expansión del imperio
Tras dejar el asalto al ejército colonial francés tras el fracaso de su intento, en 1857, de conquistar el fuerte de Medina, Umar Tall se lanzó contra los reinos bambara con mayor éxito. Primero atacó Kaarta y posteriormente Segú. Tras la decisiva victoria de la batalla de Segú el 10 de marzo de 1861, hizo de Segú la capital de su imperio. Un año más tarde, dejó su organización y gestión en manos de su hijo Ahmadu Tall, para conquistar Hamdullahi, capital del imperio fulani de Massina. 
Umar Tall volvió a probar la derrota en un intento fallido de conquistar Tombuctú, y se replegó hasta Deguembéré, cerca de Bandiagara, en la región del pueblo dogón. En 1864, murió en este lugar, tras una explosión de reservas de pólvora.

## El imperio tras la muerte de Umar Tall
Su sobrino, Tidiani Tall, le sucedió e instaló la capital del Imperio Tuculor en Bandiagara. En Segú, Ahmadu Tall continuó reinando con éxito, suprimiendo diferentes intentos de ciudades vecinas de separarse, pero progresivamene se encontró envuelto en conflictos con sus hermanos.
En 1890, los franceses, aliados con los bábara, entraron en Segú, y Ahmadu escapó hasta Sokoto, en la actual Nigeria, lo que supuso el fin efectivo del imperio.